# Pieńki Szczepockie
Pieńki Szczepockie – kolonia w Polsce położona w województwie śląskim, w powiecie częstochowskim, w gminie Kruszyna.

## Historia
Miejscowość do  roku 1953  znajdowała się w granicach gminy Radziechowice. Następnie w latach 1953 – 1975 wchodziła w skład gromady Teklinów. W wyniku reformy administracyjnej z 1975 r. Pieńki Szczepockie znalazły się w gminie Kruszyna. W latach 1975 – 1998 znajdowały się na terenie województwa częstochowskiego.
Przed II wojną światową miejscowość jako kolonia wsi Szczepocice Rządowe nie miała ustalonej nazwy urzędowej, z czego wynika  różnorodność jej form (pojawia się m.in. jako Szczepocickie Pieńki) we wspominanym okresie. 